# لیکوالیکایی نوک‌دراز
لیکوالیکایی نوک‌دراز (نام علمی: Napothera malacoptila) گونه‌ای از پرندگان خانواده لیکویان زمینی است.
در هیمالیا از شمال شرقی هند تا جنوب چین یافت می‌شود. زیستگاه طبیعی آن جنگل‌های کوهستانی نمناک نیمه‌گرمسیری یا گرمسیری است.